# San Possidonio (Italia)
San Possidonio (San Pusidònî in dialetto mirandolese) è un comune italiano di 3 516 abitanti della provincia di Modena in Emilia-Romagna, situato a nord del capoluogo. Fa parte dei nove comuni dell'Unione comuni modenesi Area nord.

## Storia

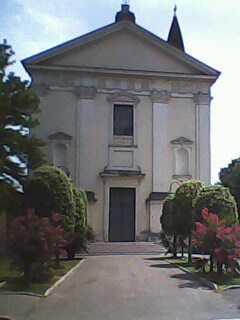
La chiesa del paese

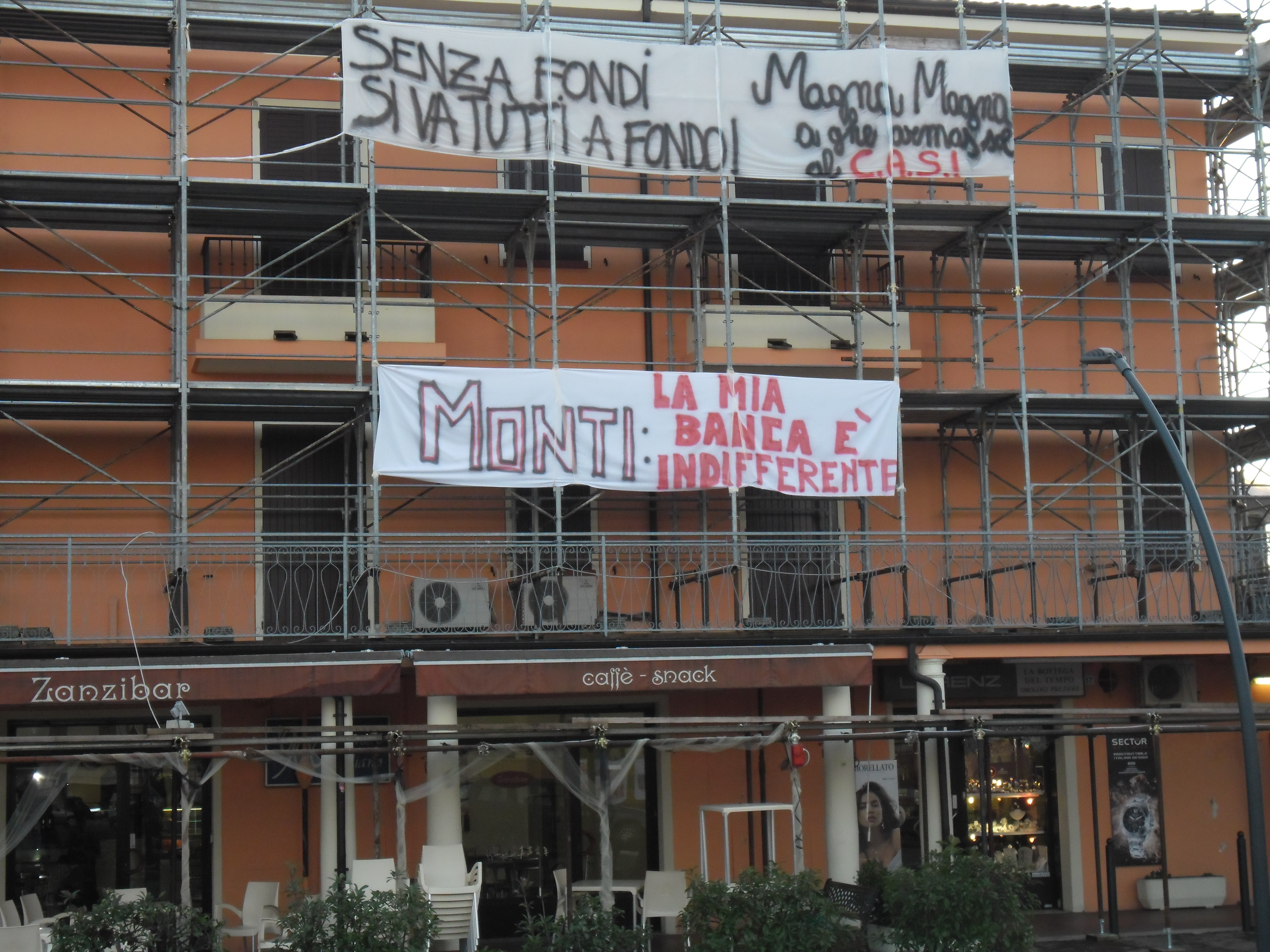
Striscioni di protesta esposti in piazza: Magna magna, a gh'è armàś sōl al cas!

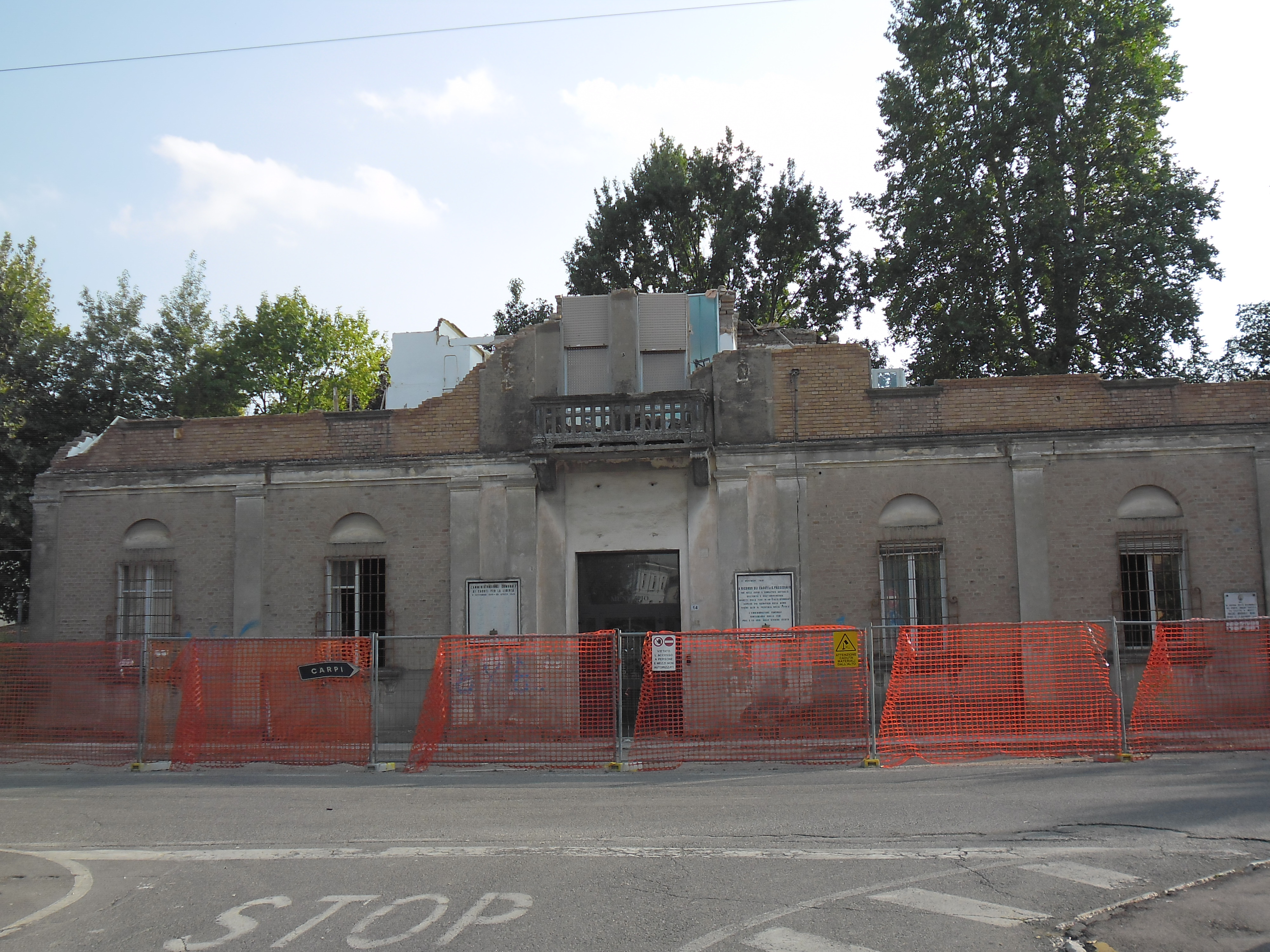
Il vecchio municipio danneggiato dal terremoto

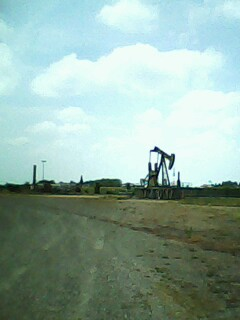
Pozzo di petrolio a San Possidonio

Ancora sconosciute sono le origini di questo piccolo paese situato nella bassa modenese, a pochi chilometri da Mirandola. I primissimi insediamenti risalirebbero all'età del bronzo. In età romana era nominato Garfaniana: si trattava di una piccola stazione di comunicazione tra Nord e Sud. Non abbiamo più notizie di Garfaniana fino al Medioevo quando entra a far parte del Regno longobardo nel distretto di Reggio Emilia. È in questo periodo che il vescovo di Reggio, Azzo, ottiene da Ludovico II le reliquie di San Possidonio, dal quale il paese prese il nome attuale.
Dopo il dominio dei Marchesi di Toscana (intorno all'anno 1000), San Possidonio diventa territorio dei Pico fino al 1710 quando passa sotto la signoria degli Estensi. Questi concedono a Pietro Tacoli il paesino come Marchesato.
Nel 1789 nacque don Giuseppe Andreoli, prete carbonaro condannato a morte nel 1821 dal duca Francesco IV di Modena e giustiziato a Rubiera nel 1822. Un monumento situato nell'omonima piazza (opera di Alfredo Gualdi, 1922) raffigura il prete martire di fianco all'Italia e a un soldato.
Durante la seconda guerra mondiale il paese fu sede di intensa attività partigiana e, nell'immediato dopoguerra, di ritorsioni contro gli esponenti del passato regime fascista come la "strage della Corriera fantasma" sotterrata in un campo del Comune, quando un gruppo di militi e civili della Repubblica sociale italiana in viaggio su un camion recante insegne vaticane fu fermato e i passeggeri furono uccisi.

### Manifattura
Nel periodo del Marchesato Tacoli di San Possidonio e poi con il Ducato Estense, nel paese venne creata una fabbrica per la manifattura di posate di argento. E anche una ditta di maiolica e vasellame.

### Banca
Agli inizi del XX secolo risale la Banca di San Possidonio BSP. Istituto di credito attivo, la Banca di San Possidonio è una società anonima per azioni costituita con rogito notarile il 4 aprile 1924, depositato e trascritto nella cancelleria del tribunale civile di Modena il 15 maggio 1925. I documenti risultano inoltre regolarmente vidimati dal regio ufficio del registro di Mirandola con marca da bollo da 1 lira in data 27 marzo 1925. La Banca di San Possidonio nei decenni successivi verrà acquisita dalla Banca Modenese - Banco di San Geminiano e San Prospero (Banco Popolare).

### Terremoto dell'Emilia del maggio 2012
San Possidonio è stato colpito dai terremoti dell'Emilia del 2012 che hanno causato seri danni e crolli al campanile e alla chiesa. Una forte scossa di assestamento di magnitudo 5.3 è avvenuta il 29 maggio all'interno del suo territorio comunale. Nelle ore immediatamente successive a questa scossa, le protezioni civili delle regioni Toscana e Lazio hanno allestito due tendopoli presso la zona artigianale e il campo sportivo per dare ospitalità alle persone con casa inagibile o distrutta. A seguito della chiusura in settembre di questi campi, alla vigilia di Natale sono stati consegnati 75 moduli abitativi provvisori (PMAR), collocati nella nuova via Lazio, laterale di via Federzoni, e nella nuova via Toscana, nella frazione di Forcello. Si tratta della prima fornitura per uno dei comuni terremotati dell'area nord.
Numerosi sono stati gli enti, le associazioni e i privati che hanno dato un loro contribuito alla ricostruzione. Il consorzio Grana Padano ha donato 99.997,50 euro al comune di San Possidonio per l'emergenza terremoto mentre il Banco San Geminiano e San Prospero ha contribuito per 50.000 euro.

### Simboli
Lo stemma del comune di San Possidonio è stato riconosciuto con decreto del capo del governo del 10 dicembre 1935.
Il gonfalone è un drappo di azzurro.

## Monumenti e luoghi d'interesse
La chiesa parrocchiale di San Possidonio (della quale si trova già traccia in un documento del 962) è il principale monumento della cittadina. Ricostruita diverse volte, ospita al suo interno una Madonna Immacolata con san Geminiano, sant'Ubaldo e Laura d'Este, dipinto di Sante Peranda del 1612, un San Francesco di Sales, un San Possidonio con i santi Francesco e Antonio abate.

## Società

### Evoluzione demografica
Abitanti censiti

### Etnie e minoranze straniere
Al 31 dicembre 2023 vi erano 587 residenti stranieri, pari al 16,21% della popolazione residente.

### Lingua e dialetti
Oltre alla lingua italiana, a San Possidonio è utilizzato il locale dialetto mirandolese, una variante dell'emiliano.

## Amministrazione
| Periodo          | Periodo         | Primo cittadino    | Partito                            | Carica  | Note   |
| ---------------- | --------------- | ------------------ | ---------------------------------- | ------- | ------ |
| 12 maggio 1985   | 24 gennaio 1992 | Lorella Zeni       | PCI, PDS                           | Sindaco | [ 9 ]  |
| 18 febbraio 1992 | 23 aprile 1995  | Giancarlo Ruosi    | Partito Democratico della Sinistra | Sindaco | [ 9 ]  |
| 23 aprile 1995   | 13 giugno 2004  | Barbara Bulgarelli | centro-sinistra                    | Sindaco | [ 9 ]  |
| 13 giugno 2004   | 7 giugno 2009   | Tanja Lugli        | lista civica                       | Sindaco | [ 9 ]  |
| 7 giugno 2009    | 27 maggio 2019  | Rudi Accorsi       | lista civica Impegno comune        | Sindaco | [ 10 ] |
| 27 maggio 2019   | 9 giugno 2024   | Carlo Casari       | lista civica Impegno comune        | Sindaco | [ 9 ]  |
| 10 giugno 2024   | in carica       | Veronica Morselli  | lista civica San Possidonio Futura | Sindaco | [ 9 ]  |

### Gemellaggi
- Vinay